# Kolinda Grabar-Kitarović
Pour les articles homonymes, voir Grabar.
Kolinda Grabar-Kitarović [ɡrǎbar kitǎːroʋit͡ɕ], née le 29 avril 1968 à Rijeka, est une femme d'État croate. Elle est présidente de la République de Croatie de 2015 à 2020.
Diplômée de langues étrangères et relations internationales, elle travaille au début des années 1990 comme haute fonctionnaire ministérielle. En 1997, elle intègre le corps diplomatique croate.
Membre de l'Union démocratique croate (HDZ), elle est élue députée à la Diète en 2003, puis devient ministre de l'Intégration européenne du premier gouvernement d'Ivo Sanader. Le remaniement de 2005 en fait la première femme à accéder au poste de ministre des Affaires étrangères. Elle n'est pas reconduite en 2008, mais obtient le poste d'ambassadrice aux États-Unis, avant d'être nommée en 2011 secrétaire générale adjointe pour la diplomatie publique de l'OTAN.
À l'issue de son mandat de trois ans, elle se présente pour la HDZ à l'élection présidentielle croate de 2014-2015. Elle l'emporte de justesse au second tour sur le chef de l'État sortant, Ivo Josipović, devenant la première femme élue à la présidence de la Croatie et également la plus jeune personnalité élue à cette fonction.
Longtemps donnée favorite pour un nouveau mandat, elle échoue finalement à se faire réélire en 2020, étant battue au second tour par l’ancien Premier ministre social-démocrate Zoran Milanović.

## Situation personnelle

### Jeunesse et formation
Bien que née en Yougoslavie socialiste, elle passe son enfance et son adolescence aux États-Unis, à Los Alamos. Diplômée de l'école secondaire (en), elle intègre ensuite l'université de Zagreb où elle obtient en 1992 une maîtrise d'anglais et espagnol, puis une maîtrise en relations internationales à l'académie diplomatique de Vienne.

### Vie privée
Kolinda Grabar-Kitarović est mariée à Jakov Kitarović, ingénieur et consultant en sécurité d'entreprise au sein du groupe AD Plastik. Le couple a deux enfants.
En plus du croate, elle parle couramment anglais, espagnol et portugais. Elle possède également des notions d'allemand, de français et d'italien.

### Carrière diplomatique

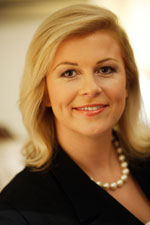
Kolinda Grabar-Kitarović en 2006.

En 1992, elle devient conseillère au département de la Coopération internationale du ministère croate de la Science et de la Technologie. Elle est mutée en 1993 au ministère des Affaires étrangères.
Elle est placée deux ans plus tard à la direction du département nord-américain du ministère des Affaires étrangères jusqu'en 1997. Cette année-là, elle commence à travailler au sein de l'ambassade de Croatie au Canada en tant que conseillère diplomatique jusqu'en octobre 1998, quand elle devient ministre-conseiller. Elle reste au Canada jusqu'en 2000.
Elle est promue en 2001 ministre-conseiller au ministère des Affaires étrangères.

## Parcours politique

### Débuts
Elle abandonne la diplomatie en 2003 pour se faire élire députée de la septième circonscription à la Diète.

### Fonctions ministérielles
Le 23 décembre suivant, à 35 ans, elle est nommée au poste de ministre de l'Intégration européenne dans le premier gouvernement d'Ivo Sanader. Elle entame en 2004 les négociations d'adhésion de la Croatie à l'Union européenne.
À l'occasion du remaniement ministériel du 17 février 2005, elle devient ministre des Affaires étrangères et de l'Intégration européenne, remplaçant Miomir Žužul contraint à la démission. À cette occasion, le ministère de l'Intégration européenne disparaît après cinq ans d'existence. C'est la première fois que la diplomatie croate est dirigée par une femme. Elle poursuit alors sa principale mission, faire adhérer son pays à l'UE.
À son poste de ministre, elle privilégie une « ligne commerciale classique » pour ses déplacements, plutôt qu'un vol privé ou une place en première classe.

### Après le gouvernement
Elle quitte le gouvernement après les élections législatives de 2007. Elle est remplacée par Gordan Jandroković le 12 janvier 2008, qui la nomme deux mois plus tard ambassadrice aux États-Unis. Le 4 juillet 2011, elle est choisie comme secrétaire générale adjointe pour la diplomatie publique de l'OTAN, étant la première femme à exercer cette responsabilité. En 2013, elle devient membre de la Commission Trilatérale.

### Présidente de la République

#### Élection
Elle quitte ses fonctions à l'OTAN en octobre 2014 et se porte candidate à l'élection présidentielle dont le premier tour se déroule le 28 décembre suivant. Au début de la campagne, le président sortant, Ivo Josipović, est donné réélu avec une très large avance. Kolinda Grabar-Kitarović refait son retard et arrive en deuxième position, avec 37,2 % des voix, mettant en ballotage le président sortant, qui obtient 38,5 %.
Lors du second tour, elle l'emporte avec une courte avance (50,74 % des voix),,. C'est la première fois depuis l'indépendance de la Croatie qu'un chef de l'État sortant rate sa réélection et qu'une femme est élue à ce poste au suffrage universel direct. Kolinda Grabar-Kitarović est également la plus jeune à être élue à cette fonction.

#### Exercice du mandat

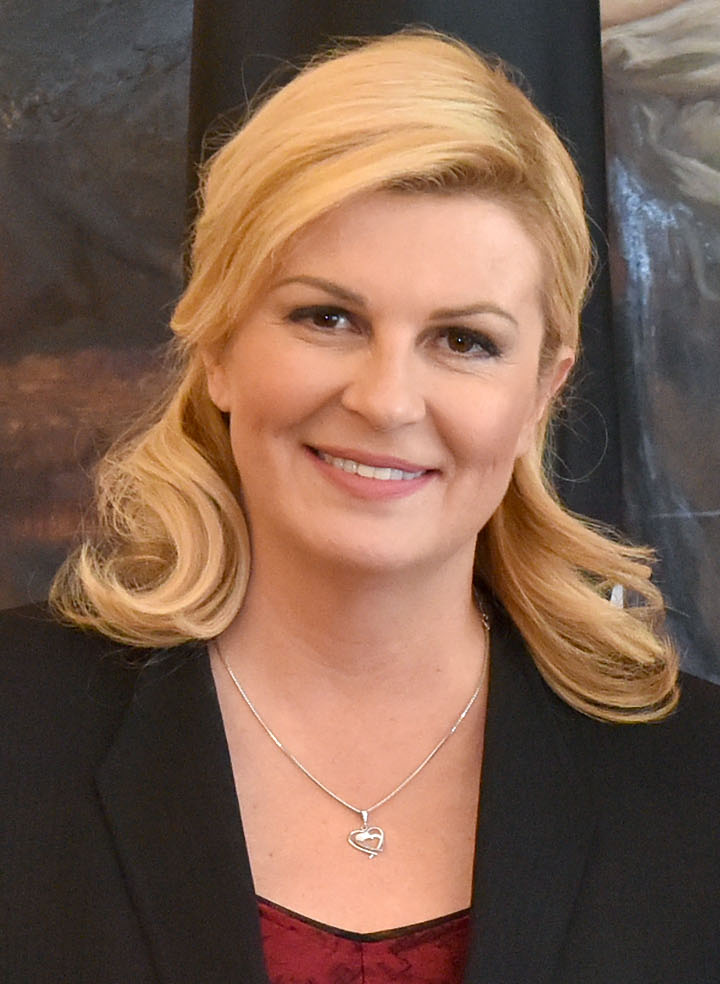
Kolinda Grabar-Kitarović en 2017.

Kolinda Grabar-Kitarović prend ses fonctions le 18 février 2015.
En 2017, elle figure dans le classement du magazine Forbes des 40 femmes les plus puissantes du monde.

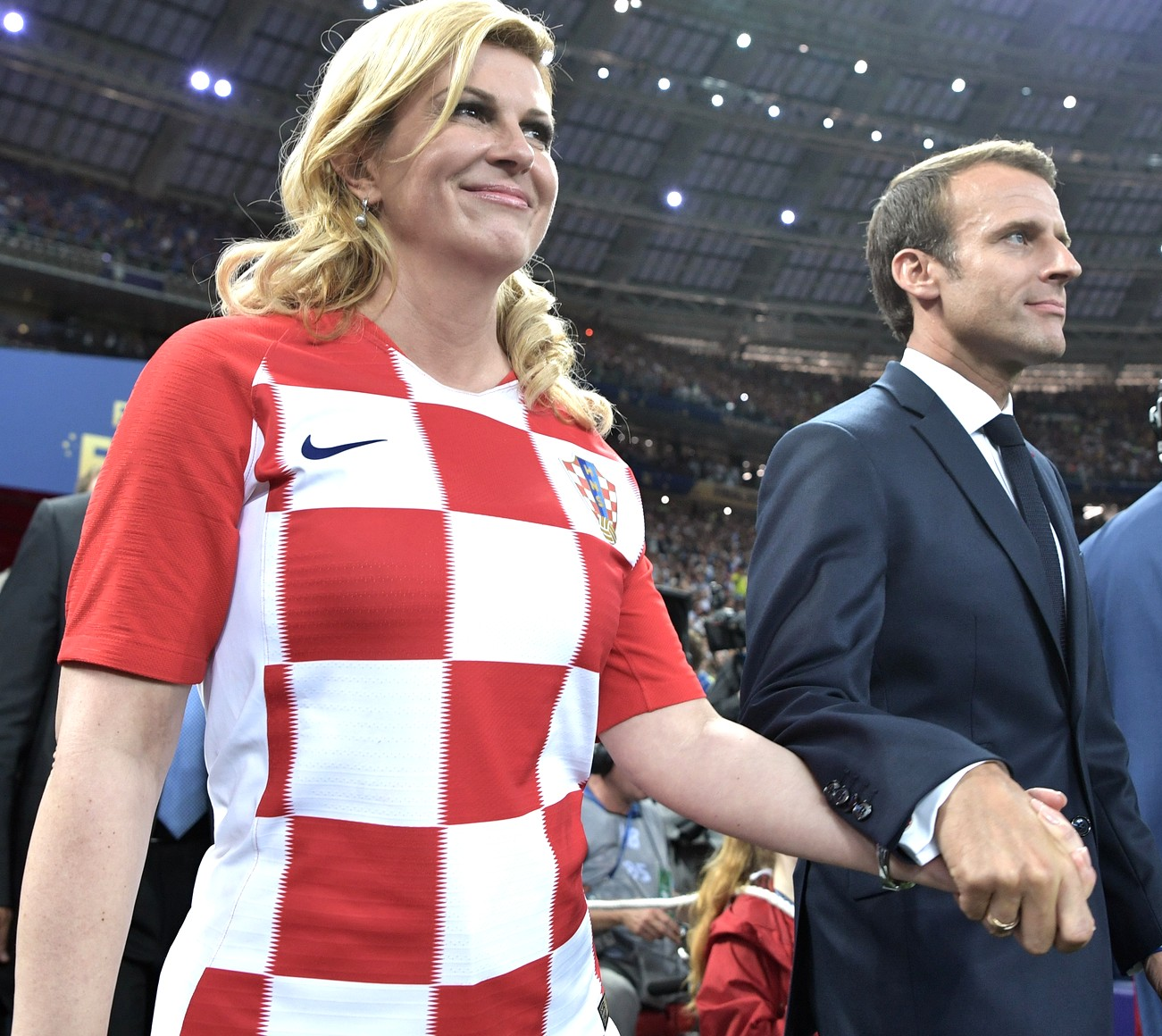
Kolinda Grabar-Kitarović et Emmanuel Macron lors de la finale de la Coupe du monde de football de 2018 opposant la France à la Croatie.

Elle s'implique activement dans la Coupe du monde de football de 2018, qui voit la Croatie finir deuxième de la compétition – un niveau jamais atteint dans son histoire – et Luka Modrić être élu meilleur joueur de la compétition,,.

#### Défaite en 2020
Candidate à un second mandat, Kolinda Grabar-Kitarović est longtemps donnée favorite, bénéficiant d'une cote de popularité plus importante que celle de l’HDZ : elle dépasse ainsi les 40 % d'intentions de vote au premier tour durant l’année 2018,,. Mais elle baisse ensuite de façon continue dans les sondages, notamment en raison d'une campagne semblant improvisée et de la concurrence du chanteur ultra-nationaliste Miroslav Škoro,. Pour contrer celui-ci, la présidente sortante « droitise » un peu plus son discours, rendant notamment hommage à Slobodan Praljak.
Arrivée en deuxième position du premier tour (27 %), talonnée par Miroslav Škoro (24 %), elle ne parvient pas à rallier les suffrages s’étant portés sur ce dernier, principalement dans l’Est du pays. Le 5 janvier 2020, dans un contexte de participation en baisse par rapport à 2015, elle échoue à obtenir un second mandat face à Zoran Milanović, ancien Premier ministre soutenu par le Parti social-démocrate de Croatie, recueillant 47,34 % contre 52,66 % pour son adversaire.

### Après la présidence
En juillet 2020, elle est élue membre du Comité international olympique (CIO) lors de la 136e session. Elle est nommée présidente de la commission de futur hôte en octobre 2021.

## Prises de position
Dans la lignée de l’HDZ, Kolinda Grabar-Kitarović adopte des prises de position considérées comme conservatrices,  nationalistes ou populistes de droite,,,,.
En avril 2015, elle refuse d’assister à la cérémonie commémorant le 70e anniversaire de la libération du camp de concentration de Jasenovac, créé par l'État indépendant de Croatie, et suscite la controverse en se rendant en Autriche sur le site du massacre de Bleiburg. Le 4 août 2015, elle célèbre le 20e anniversaire de l'opération Tempête, qu'elle qualifie d'« opération brillante, justifiée et légitime » ; celle-ci, intervenue à la fin de la guerre de Croatie avec l’aide officieuse de conseillers américains, avait conduit à la reconquête par la Croatie de la République serbe autoproclamée de Krajina et par là même à un nettoyage ethnique des Serbes occupant cette région.
Elle se prononce pour une réforme de la loi électorale visant à limiter les droits des minorités, notamment des Serbes de Croatie.
Sur le plan sociétal, elle tempère les positions de son parti, traditionnellement réticent envers l’homosexualité et l’avortement.